# Jung Woo-sung
Jung Woo-sung (en hangul, 정우성); nació el 20 de marzo de 1973) es un actor surcoreano. Es también el primer coreano designado Embajador de buena voluntad de UNHCR.

## Biografía
Es muy buen amigo del actor Lee Jung-jae. Ambos son copropietarios y coinversionistas en varios negocios.
En julio de 2021 se anunció que se había sometido como medida de prevención a una prueba de COVID-19, después de que uno de los productores y un miembro del personal de producción de la película Hunt fueran diagnosticados con el virus. Aunque sus resultados dieron negativos, siguiendo las indicaciones del gobierno y como medida de prevención se puso en cuarentena. En noviembre del mismo año, se anunció que había dado positivo para COVID-19 a pesar de tener sus dos vacunas, por lo que se encontraba tomando las medidas necesarias.

## Trayectoria
Es miembro y co-CEO de la agencia Artist Company, la cual estableció junto al actor Lee Jung-jae en mayo del 2016.
Comenzó su carrera como modelo. Saltó a la fama y se convirtió en un personaje de culto de los adolescentes al protagonizar la película de gánsteres Beat (1997), por la cual obtuvo el premio al Mejor Nuevo Actor de La Asociación de Críticos de Cine de Corea (Korean Association of Film Critics Awards). Sl actor ha alcanzado un alto nivel de popularidad también en otros países asiáticos, en particular en Japón.
Es triple ganador al premio al Actor Más Popular de los Blue Dragon Film Awards Jung ha sido también galardonado, entre otros, con el premio al Mejor Actor de reparto de los Asian Film Awards por su actuación en el western The Good, the Bad, the Weird (2009) y recibió 8 nominaciones al mejor actor.
Jung es un actor versátil conocido por sus papeles protagonistas en películas que abarcan un amplio espectro de géneros incluyendo éxitos de taquilla: The Divine Move (2014), Cold Eyes (2013); martial arts: Reign of Assassins (2010), fantasy: The Restless (2006); acción thriller Phantom: The Submarine (1999); dramas: Don't Forget Me (2015), City of the Rising Sun (1999), erotic thriller: Scarlet Innocence (2014); románticos: A Good Rain Knows (2009), Daisy (2006), Sad Movie (2005), A Moment to Remember (2004) e histórica-épica: Musa (2001). Jung es también un actor apreciado de televisión.
Por su primer mayor papel en el drama Asphalt Man (1994) ganó el premio al Mejor Actor Nuevo de los SBS Drama Awards y de los 32 Baeksang Arts Awards (TV). Sus otros papeles prominentes incluyen el papel protagonista en la serie de espionaje y acción Athena: Goddess of War (2010) y en la serie romántica/fantasy Padam Padam... The Sound of His and Her Heartbeats (2011).
En diciembre de 2020, se anunció que se unió al elenco principal de la serie Delayed Justice, donde interpretó al talentoso periodista Park Sam-soo. Woo-sung reemplazará al actor Bae Seong-woo, quien fue sacado de la serie, luego de ser fichado y su licencia suspendida por conducir conducir bajo los efectos del alcohol.
En febrero de 2022, se anunció que estaba en pláticas para unirse al elenco de la serie Tell Me That You Love Me, el remake coreano de la popular serie japonesa de 1995 “Aishiteiru to Itte Kure”. De aceptar podría dar vida a Cha Jin-woo, un artista sordo de unos 30 años que perdió la audición cuando era pequeño debido a una fiebre inexplicable.
El 15 de agosto de 2023 se estrenó la película de acción A Man of Reason (ya presentada el año anterior en el Festival de Toronto), coescrita, dirigida y protagonizada por Jung, primer largometraje que dirige.En noviembre volvió con Tell Me That You Love Me (ENA) a un género, el melodrama, en el que había sido siempre muy apreciado por el público, once años después del último que había rodado, Padam padam.

## Filmografía

### Cine
| Año  | Título                       | Hangul                        | Papel                          | Notas                        | Ref.          |
| ---- | ---------------------------- | ----------------------------- | ------------------------------ | ---------------------------- | ------------- |
| 1994 | The Fox with Nine Tails      | 구미호                        | Hyuk                           |                              |               |
| 1996 | Born to Kill                 | 본투킬                        | Kil                            |                              |               |
| 1996 | Shanghai Grand               | 상해탄                        | Ryu So-hwang                   | Cameo                        |               |
| 1997 | Beat                         | 비트                          | Lee Min                        |                              |               |
| 1997 | Motel Cactus                 | 모텔 선인장                   | Lee Mi-ku                      |                              |               |
| 1998 | City of the Rising Sun       | 태양은 없다                   | Do-chul                        |                              |               |
| 1999 | Phantom: The Submarine       | 유령                          | N.º 431                        |                              |               |
| 1999 | Love                         | 러브                          | Myung-soo                      |                              |               |
| 2001 | Musa                         | 무사                          | Yeo-sol                        |                              |               |
| 2003 | Mutt Boy                     | 똥개                          | Cha Cheol-min                  |                              |               |
| 2004 | A Moment to Remember         | 내 머리속의 지우개            | Cheol-su                       |                              |               |
| 2005 | Sad Movie                    | 새드무비                      | Jin-woo                        |                              |               |
| 2006 | Daisy                        | 데이지                        | Park Yi                        |                              |               |
| 2006 | The Restless                 | 중천                          | Yi-gwak                        |                              |               |
| 2008 | The Good, the Bad, the Weird | 좋은 놈, 나쁜 놈, 이상한 놈   | Park Do-won, the Good          |                              |               |
| 2009 | Present                      | 선물                          | Min-woo                        | Cortometraje                 |               |
| 2009 | A Good Rain Knows            | 호우시절                      | Park Dong-ha                   | Coproducción sinocoreana     |               |
| 2010 | Reign of Assassins           | 검우강호                      | Jiang Ah-sheng / Zhang Renfeng | Producción china             |               |
| 2013 | Cold Eyes                    | 감시자들                      | James                          |                              |               |
| 2014 | The Divine Move              | 신의 한 수                    | Tae-seok                       |                              |               |
| 2014 | Scarlet Innocence            | 마담 뺑덕                     | Shim Hak-kyu                   |                              | [ 10 ]        |
| 2016 | Don't Forget Me              | 나를 잊지 말아요              | Seok-won                       | También productor            |               |
| 2016 | Asura: The City of Madness   | 아수라                        | Han Do-kyung                   |                              |               |
| 2017 | The King                     | 더 킹                         | Han Kang-sik                   |                              |               |
| 2017 | Steel Rain                   | 강철비                        | Eom Chul-woo                   |                              |               |
| 2018 | Intention                    | 그날, 바다                    | Narrador (voz)                 | Documental                   |               |
| 2018 | In-rang                      | 인랑                          | Jang Jin-tae                   |                              |               |
| 2019 | Innocent Witness             | 증인                          | Soon-ho                        |                              |               |
| 2019 | Trade Your Love              | 어쩌다, 결혼                  | Traffic cop                    | Aparición especial           |               |
| 2020 | Nido de víboras              | 지푸라기라도 잡고 싶은 짐승들 | Tae-young                      |                              | [ 11 ] [ 12 ] |
| 2020 | Steel Rain 2: Summit         | 강철비2: 정상회담             | Han Kyeong-Jae                 |                              |               |
| 2022 | Hunt                         | 헌트                          | Kim Jung-do                    |                              | [ 13 ] [ 14 ] |
| 2022 | A Man of Reason              | 보호자                        | Soo-hyuk                       | También director y guionista | [ 15 ] [ 16 ] |
| 2023 | Woongnami                    | 웅남이                        | Wild boar                      | Aparición especial           | [ 17 ]        |
| 2023 | Cobweb                       | 거미집                        | Director Shin                  | Aparición especial           | [ 18 ]        |
| 2023 | 12.12: The Day               | 서울의 봄                     | General Lee Tae-shin           |                              | [ 19 ] [ 20 ] |
| 2024 | Harbin                       | 하얼빈                        | Kim Doo-seong                  | Aparición especial           | [ 21 ]        |

### Series de televisión
| Año     | Título                                             | Papel          | Canal | Notas          | Ref.          |
| ------- | -------------------------------------------------- | -------------- | ----- | -------------- | ------------- |
| 1995    | Asphalt Man                                        | Kang Dong-suk  | SBS   |                |               |
| 1996    | Oxtail Soup                                        |                |       | Drama special  |               |
| 1996    | 1.5                                                | Lee Jang-wook  |       |                |               |
| 2010    | Athena: Goddess of War                             | Lee Jung-woo   | KBS2  |                |               |
| 2011    | Good Life ~Arigatou, Papa. Sayonara~               | Dr. Lee        |       | Cameo, ep. 6-7 |               |
| 2011    | Padam Padam... The Sound of His and Her Heartbeats | Yang Kang-chil | jTBC  |                |               |
| 2021    | Delayed Justice                                    | Park Sam-soo   | SBS   | Ep. 17-20      | [ 22 ]        |
| 2023-24 | Tell Me That You Love Me                           | Cha Jin-woo    | ENA   |                | [ 23 ] [ 24 ] |

### Productor
- 2015 	Don't Forget Me (aka Remember Me)

### Programas de televisión
| Año  | Título                          | Canal   | Función  | Notas       | Ref.   |
| ---- | ------------------------------- | ------- | -------- | ----------- | ------ |
| 2013 | Running Man                     | SBS     | Invitado | Ep. 151-152 |        |
| 2016 | Infinite Challenge              | MBC     | Invitado | Ep. 499-450 |        |
| 2021 | The Game Caterers (출장 십오야) | Youtube | Invitado |             | [ 25 ] |

### Presentador
| Año  | Evento                    | Notas                    |
| ---- | ------------------------- | ------------------------ |
| 2020 | 56th Baeksang Arts Awards | presentador de categoría |
| 2020 | 34th Golden Disc Awards   | presentador de categoría |
| 2022 | 36th Golden Disc Awards   | presentador de categoría |

### Revistas / sesiones fotográficas
| Año  | Título            | Notas                                         |
| ---- | ----------------- | --------------------------------------------- |
| 2015 | High Cut Magazine | junto a Lee Jung-jae                          |
| 2016 | W Magazine Korea  | junto a Lee Jung-jae y Ha Jung-woo            |
| 2017 | High Cut Magazine | junto a Ha Jung-woo                           |
| 2017 | LEON Magazine     | (vol. 70) - junto a Lee Jung-jae              |
| 2017 | VOGUE Magazine    | (publicación de junio) - junto a Lee Jung-jae |

### Anuncios
| Año  | Título                   | Notas                |
| ---- | ------------------------ | -------------------- |
| 2009 | Daesang (Chung Jung Won) | junto a Lee Jung-jae |

## Premios y nominaciones
| Año  | Premio                                        | Categoría                                            | Trabajo Nominado             | Resultado |
| ---- | --------------------------------------------- | ---------------------------------------------------- | ---------------------------- | --------- |
| 1995 | SBS Drama Awards                              | Mejor nuevo actor                                    | Asphalt Man                  | Ganador   |
| 1996 | Baeksang Arts Awards                          | Mejor nuevo actor (TV)                               | Asphalt Man                  | Ganador   |
| 1997 | La Asociación de Críticos de Cine de Corea    | Mejor nuevo actor                                    | Beat                         | Ganador   |
| 1997 | Grand Bell Awards                             | Mejor actor                                          | Beat                         | Nominado  |
| 1997 | Blue Dragon Film Awards                       | Mejor actor                                          | Beat                         | Nominado  |
| 1999 | Blue Dragon Film Awards                       | Estrella popular                                     | Phantom: The Submarine       | Ganador   |
| 2001 | Blue Dragon Film Awards                       | Estrella popular                                     | Musa                         | Ganador   |
| 2002 | 39th Grand Bell Awards                        | Mejor actor                                          | Musa                         | Nominado  |
| 2003 | 24thBlue Dragon Film Awards                   | Mejor actor                                          | Mutt Boy                     | Nominado  |
| 2008 | Hawaii International Film Festival            | Outstanding Achievement in Acting                    |                              | Ganador   |
| 2008 | Buil Film Awards                              | Mejor actor                                          | The Good, the Bad, the Weird | Ganador   |
| 2008 | Blue Dragon Film Awards                       | Estrella popular                                     | The Good, the Bad, the Weird | Ganador   |
| 2008 | Korea Fashion & Design Awards                 | Best Dressed of the Year                             |                              | Ganador   |
| 2009 | Asian Film Awards                             | Mejor actor de reparto                               | The Good, the Bad, the Weird | Ganador   |
| 2009 | Íconos de Estilo                              | Actor Ícono de Estilo                                |                              | Ganador   |
| 2011 | El Ministerio de Educación, Cultura y Turismo | Distinguished Korean Wave Entertainer Award for Film |                              | Ganador   |
| 2011 | 2011 SBS Drama Awards                         | Premio a la alta excelencia, Actor en Drama Serial   | Athena: Goddess of War       | Nominado  |
| 2013 | Íconos de Estilo                              | Top 10 Íconos de Estilo                              |                              | Ganador   |
| 2013 | Blue Dragon Film Awards                       | Mejor actor de reparto                               | Cold Eyes                    | Nominado  |
| 2014 | Asian Film Awards                             | Mejor actor de reparto                               | Cold Eyes                    | Nominado  |
| 2014 | Baeksang Arts Awards                          | Mejor actor (Film)                                   | Cold Eyes                    | Nominado  |
| 2014 | Grand Bell Awards                             | Mejor actor                                          | The Divine Move              | Nominado  |
| 2014 | Blue Dragon Film Awards                       | Mejor actor                                          | The Divine Move              | Nominado  |
| 2018 | Mejor Actor (Película)                        | 54th Baeksang Arts Award                             | Steel Rain                   | Nominado  |
| 2019 | Grand Prize                                   | 39th Golden Cinema Film Festival                     | Innocent Witness             | Ganador   |
| 2019 | Best Actor                                    | 40th Blue Dragon Film Award                          | Innocent Witness             | Ganador   |
| 2020 | Best Actor                                    | 56th Grand Bell Award                                | Innocent Witness             | Nominado  |
| 2020 | Best Actor                                    | 41st Blue Dragon Film Award                          | Steel Rain 2: Summit         | Nominado  |
| 2021 | Presidential Commendation                     | 2021 Korean Popular Culture & Arts Awards            | -                            | Ganó      |